# Мост
Мост — дорожное сооружение, возведённое над каким-либо препятствием, например, через водоём, овраг
Мост, возведённый через дорогу или железнодорожные пути , называют путепроводом, через пересыхающий овраг или ущелье — виадуком. Мост является одним из древнейших инженерных изобретений человечества.

## Конструкция
Как правило, мосты состоят из пролётных строений и опор. Пролётные строения служат для восприятия нагрузок и передачи их опорам; на них может располагаться проезжая часть, пешеходный переход, трубопровод и так далее. Опоры переносят нагрузки с пролётных строений на основание моста.
Пролётные строения состоят из несущих конструкций: балок, ферм, диафрагм (поперечных балок) и собственно плиты проезжей части. Статическая схема пролётных строений может быть арочной, балочной, рамной, вантовой или комбинированной; она определяет тип моста по конструкции. Обычно пролётные строения прямолинейны, однако в случае необходимости (например, при постройке эстакад и дорожных развязок) им придают сложную форму: спиралеобразную, кольцевую, и так далее.
Пролётные строения поддерживаются опорами, каждая из которых состоит из фундамента и опорной части. Формы опор могут быть весьма разнообразными. Промежуточные опоры называются быками, береговые — устоями. Устои служат для соединения моста с подходными насыпями.
Материалами для мостов служат металл (сталь и алюминиевые сплавы), железобетон, бетон, природный камень, дерево, пластмассы, верёвки.
Схема моста — формула, в которой последовательно представлены размеры расчётных пролётов — расстояния между центрами опорных частей пролётных строений. Если несколько последовательных опорных частей имеют одинаковый размер, указывается их количество, помноженное на размер каждого. Например (вымышленный «мост»), схема моста 5+3x10+4 м значит, что у первого пролётного строения моста расчётный пролёт — 5 метров, три следующих — по 10 метров каждый и пятый — 4 метра.

## Классификация
Временные мосты на плавучих опорах называют наплавными, или понтонными.
Мосты бывают одно и много (два, три и так далее) пролётные.

### По назначению
По назначению мосты различают:
- пешеходный
- автодорожный[4]
- железнодорожный
- совмещённый
- специальный
- городской
- декоративный (садово-парковый)

Выделяют также трубопроводные мосты, акведуки (используются для транспортировки воды) и виадуки (мосты через овраги или ущелья; соединяют точки, равные по высоте).
- Железнодорожные мосты Риги через Западную Двину
- Железнодорожный мост через реку Шую, Карелия
- Замок Лоде. Пешеходный  мост-плотина через реку Лийви, Эстония
- Пешеходный мост к фонтану в парке Царицыно

### По статической схеме
По статической схеме мосты делятся на балочные, распорные и комбинированные.

- Балочные — самый простой вид мостов. Предназначены для перекрытия небольших пролётов. Пролётные строения — балки, перекрывающие расстояние между опорами. Основная отличительная особенность балочной системы состоит в том, что с пролётных строений на опоры передаются только вертикальные нагрузки, а горизонтальные отсутствуют. Балочные мосты разделяют на следующие типы:
  - Разрезная система — состоит из ряда балок, причём одна балка перекрывает один пролёт. Система статически определима и может применяться при любых типах грунтов. Недостатки: большое количество деформационных швов и обязательное наличие двух опорных частей на каждой промежуточной опоре. Самый длинный консольный мост (г. Квебек, Канада)
  - Неразрезная система — одна балка пролётного строения перекрывает несколько пролётов или сразу все. Таким образом, пролётное строение неразрезной системы рассчитывается как многоопорная статически неопределимая балка с использованием метода сил, метода перемещений или других методов расчёта статически неопределимых систем, применяемых в строительной механике. Неразрезная система хороша меньшим, чем в разрезной, количеством деформационных швов и меньшей строительной высотой. Недостаток такой системы — чувствительность к деформации основания.
  - Консольный мост — состоит из двух типов балок. Одни балки опираются на две опоры и имеют консольные свесы. Другие балки называются подвесными, поскольку опираются на соседние балки. Соединение балок осуществляется при помощи шарниров. Достоинством консольной системы является её статическая определимость, а следовательно, лёгкость расчёта и нечувствительность к грунтам. К недостаткам системы можно отнести большое количество и сложность устройства деформационных швов шарнирного типа, а также нарушение комфортности проезда в зоне шарниров. В настоящее время мосты такой системы сооружаются редко.
  - Температурно-неразрезная система — состоит из двухопорных балок, объединённых в цепь с помощью верхней соединительной плиты. Под действием вертикальных нагрузок такая система работает как разрезная, а под действием горизонтальных — как неразрезная. Её достоинством является меньшее количество деформационных швов, а недостатком — обязательное наличие двух опорных частей на каждой промежуточной опоре.
  - Во всех вышеперечисленных схемах мостов пролётные строения могут изготавливаться как в виде сплошных балок различного сечения, так и в виде решётчатых конструкций, то есть ферм.
  - Ферменные — как правило, железнодорожные мосты с пролётом свыше 50 м. Преимущества фермы — лёгкая конструкция, позволяющая перекрывать достаточно большие пролёты (обычно от 40 до 150 м). Фермы изготавливают из стандартного стального проката. Единственная в мире эксплуатируемая железобетонная мостовая ферма находится в г. Белово Кемеровской области на подъездных железнодорожных путях предприятия.

- Распорные системы — отличаются от балочных тем, что нагрузки, передаваемые с пролётных строений на опоры, имеют не только вертикальную, но и горизонтальную составляющую, называемую в строительной механике распором. Выделяют несколько разновидностей распорных систем, довольно сильно отличающихся друг от друга:
  - Арочный мост — классический тип каменного моста, известный с глубокой древности: основными несущими конструкциями являются арки или своды. Арка — криволинейный брус, у которого поперечный размер меньше высоты. Свод — криволинейный брус, у которого ширина сечения значительно больше высоты.
  - Висячие — мост, в котором основная несущая конструкция выполнена из гибких элементов (канатов, цепей и др.), работающих на растяжение, а проезжая часть подвешена. Этот вид представляют все крупнейшие по длине и высоте пролёта мосты мира. Интересным вариантом висячего моста является живой корневой мост, распространённый на востоке Индии.
  - Вантовые — разновидность висячих мостов: функцию основной несущей конструкции выполняет вантовая ферма, выполненная из прямолинейных стальных канатов. Ванты прикреплены к пилонам — высоким стойкам, монтируемым непосредственно на опорах. Пилоны в основном располагаются вертикально, но не исключено и наклонное их расположение. К вантам крепится балка жёсткости, на которой располагается мостовое полотно. Ванты располагаются под углом наклона к горизонтали не менее 30 градусов, так как в противных случаях в них возникают большие усилия, и жёсткость сильно уменьшается. Балку жёсткости лучше выполнять коробчатого сечения, поскольку это улучшает её работу на кручение от временных нагрузок и от действия ветра. Наиболее часто вантовая система применяется при перекрытии глубоких и/или широких рек и в городских условиях.
  - Рамная система — состоит из рам, стойки которых выполняют функцию опор, а ригели — функцию пролётных строений. По форме рамы могут быть Т-образными, П-образными, а также иметь две наклонные стойки и консольные свесы (специального названия не имеют). Достоинствами рамной системы являются небольшая строительная высота и увеличенное по сравнению с балочными системами подмостовое пространство. Всё это делает рамные конструкции удобными для путепроводов и эстакад. Также данная система может быть применена в горных условиях из-за того, что там в силу особенностей рельефа нельзя понизить уровень проезда. Недостатками рамной системы являются сложность строительства и чувствительность к деформации основания. Такие системы в настоящее время малоприменимы из-за дороговизны и специфичности.
- Комбинированная схема — наиболее часто встречается балка с арочной подпругой; как правило, это городские мосты через большие реки.

### По уровню проезда
- С ездой понизу: чаще всего сквозные фермы или арочные; все виды висячих мостов; встречаются также балочные конструкции, где подвижная нагрузка передвигается между основными несущими элементами;
- С ездой посередине: чаще всего арочные конструкции, в которых пяты арок находятся значительно ниже, а замок — выше уровня проезжей части;
- С ездой поверху: подавляющее большинство классических балочных, а также рамных конструкций; встречаются также фермы и реже арки.

### Разводные мосты
Особый тип мостов — разводные мосты. В разведённом состоянии мост не мешает проходу судов. Своими разводными мостами знаменит Санкт-Петербург, где все мосты через Неву, кроме Большого Обуховского моста, являются разводными.
Особые конструкции разводных мостов:
- мосты, разводимые поднятием средней части:
  - первый тип: пролёт поднимается в горизонтальном положении вверх (например, железнодорожный мост в Ростове-на-Дону);
  - второй тип: пролёт или пролёты поднимаются, поворачиваясь вокруг одного из шарниров (например, Дворцовый мост в Санкт-Петербурге);
- поворотные мосты: у таких мостов средняя часть шарнирно укреплена на стоящей в середине реки опоре. Мост разводится поворотом средней части на 90°, таким образом средняя часть становится параллельна руслу реки. Примером такой конструкции служит Варваровский мост в украинском городе Николаеве, поворотный пролёт которого имеет длину 134 м, и мост в Валенсии, по которому проложена трасса для гонок Формулы-1.

## История
Природным прототипом моста являлось дерево, упавшее с одного берега ручья (или небольшой речки) на другой. Затем люди для обустройства переправы специально перетаскивали один конец ствола большого дерева на другой берег и закрепляли его. С появлением верёвок, плавающие на воде брёвна стали крепко связывать между собою для образования сплошного деревянного мостового настила от берега до берега. Позже, для придания жёсткости, и для сопротивления течению реки и ледоходу, на небольшой глубине, мостовые конструкции подпирали длинными брёвнами-сваями, воткнутыми в мягкое илистое дно реки, или же опускали на дно реки большие бревенчатые ящики-срубы (ряжи), и засыпали их тяжёлыми камнями.
В густых джунглях, для преодоления ручьёв и опасных затягивающих трясин болот, использовались свисающие с ветвей больших деревьев и переплетающиеся между собой вьющиеся лианы. В Индии до XXI века выращиваются живые корневые мосты. В устьях многих тропических рек прямо из воды густыми зарослями растут мангры, чьи корни всегда приподнимаются над водой, даже во время морских приливов, на которые иногда крепят настилы мостовых переходов с одного берега протоки на другой. У древних инков были распространены верёвочные мосты, представляющие собой простейшую форму висячих.
В гористых областях иногда встречаются природные каменные мосты, когда после камнепадов, оползней и селей, перегораживавших узкие бурные потоки на дне ущелий, вода, со временем, размыла часть запруды, и под огромными каменными глыбами образовались протоки для горных ручьёв. По этим камням уже можно перебраться на противоположный берег горного ручья. Следующим шагом к созданию каменных мостов на отмелях, перекатах, шиверах, и неглубоких речных порогов, где уже существовали броды, было выставление больших камней плотной цепочкой, перешагивая по которым с одного торчащего из-под воды камня на другой, можно было, уже не замочив ноги, перебраться на другой берег. Затем на выступающие из воды камни стали укладывать и закреплять брёвна, доски или большие, специально обтёсанные, каменные плиты-мегалиты. В других случаях, подбирали (или подтёсывали) подходящие по размеру клиновидные камни, из которых выкладывали над водой устойчивый полукруглый свод-арку.
С изобретением колеса люди научились перемещать огромные каменные глыбы для сооружаемых прочных мостов, необходимых для проезда многочисленных тяжёлых повозок. В образовавшихся крупных рабовладельческих империях ещё более возросло значение мостов, связующих дороги, по которым могли быстро передвигаться войска для совершения внезапных завоевательных походов или для защиты самых отдалённых провинций, подвергшихся нападению извне, а также для развитой торговли, сбора дани, пошлин и почтовых служб. Особенно в строительстве мостов преуспела Римская империя. Некоторые древнеримские мосты сохранились до XXI века, удивляя своей грандиозностью и изяществом.
В Средние века многие крепости и рыцарские замки обзавелись сложными по конструкции подъёмными мостами. Рост городов и бурное развитие торговли вызвало необходимость в большом количестве прочных мостов. С XII века в западной Европе развернуло бурную деятельность Братство мостостроителей. Развитие инженерной мысли позволило строить мосты с более широкими арочными пролётами, пологими сводами и менее широкими опорами. Так, в 1377 году в Италии в городе Треццо-суль-Адда был построен каменный мост через реку Адду с пролетом длинной 72 метра. Лишь в 1796 году был построен чугунный мост с пролетом такой же длины, а каменный мост с большим пролётом был построен только в 1903 году (мост Адольфа в Люксембурге). Мост в Треццо был разрушен во время военных действий через 39 лет после его постройки.
У славян вместо камня чаще использовалось дерево. «Повесть временных лет» сообщает о постройке моста в Овруче в X веке:
Пошёл Ярополк на брата своего Олега в Деревскую землю. И вышел против него Олег, и исполчились обе стороны. И в начавшейся битве победил Ярополк Олега. Олег же со своими воинами побежал в город, называемый Овруч, а через ров к городским воротам был перекинут мост, и люди, теснясь на нём, сталкивали друг друга вниз.Повесть временных лет
 В XII столетии в Киеве появился наплавной мост через Днепр. В то время наиболее распространёнными на Руси были арочные деревянные мосты.
В XVI и XVII веках появилась необходимость в ещё более крупных мостах, которые могли бы пропускать большие корабли. В XVIII веке высота пролёта мостов достигает более чем 100 м.
Швейцарские плотники братья Ганс Ульрих Грубенман и Иоганнес Грубенман первыми применили принципы строительства деревянных арочных мостов со стропильными фермами, что сделало возможным постройку более длинных и прочных деревянных мостов. Первый из трех мостов, принесших им славу, был построен в 1755 году Гансом Ульрихом через Рейн у Шаффхаузена. Затем Иоганнес построил однопролетный мост у Рейхенау длиной 73 м. В 1758 году братья начали работу над 60-метровым мостом у Ветингена. Несмотря на то что все три эти моста позднее были уничтожены, работы Грубенманов оказали существенное влияние на проектирование мостов во всей Европе.
Нереализованным остался проект деревянного одноарочного моста через Неву длиной 298 м, составленный Иваном Петровичем Кулибиным.
С конца XVIII века для строительства применяется металл. Первый металлический мост был построен в Коулбрукдейле, Великобритания на реке Северн в 1779 году. Высота его пролёта составляла около 30 м, перекрытия представляли собой чугунные арки.
В XIX веке появление железных дорог потребовало создания мостов, способных выдерживать значительные нагрузки, что стимулировало развитие мостостроения. Постепенно в качестве основных материалов в мостостроении утверждаются чугун и сталь. Из них строили как висячие, так и арочные мосты. В 1826 году в Великобритании был построен висячий мост через пролив Менай с пролетом 177 м, а в 1834 году был построен висячий мост во Фрибуре (Швейцария) с пролетом 246 м. Первым большим балочным металлическим мостом был мост «Британия», построенный в 1850 году через пролив Менай.
Густав Эйфель в 1877 году построил арочный мост из литого железа через реку Дору в Португалии. Высота пролёта этого моста составила 160 м. Длиннейшим в Европе конца XIX века был мост через Волгу в Сызрани, построенный по проекту Николая Аполлоновича Белелюбского и составлявший 1443 м в длину. В 1900 году медали на Всемирной выставке в Париже удостоился мост через Енисей в Красноярске (проект Лавра Дмитриевича Проскурякова).
В XX веке мосты стали строить также из железобетона. Этот материал выгодно отличается от стали тем, что не требует регулярной покраски. Железобетон применялся для балочных пролётных строений до 50 м, а арочных — до 250 м. Продолжает применяться и металл — в XX веке были построены крупные металлические мосты — балочный через реку Святого Лаврентия в Канаде (длина пролёта 549 м), через пролив Килл-ван-Килл в США (503,8 м), а также мост «Золотые ворота» в Сан-Франциско, США (длина главного пролёта — 1280 м).
Благодаря появлению мощных стальных тросов, распространяется строительство огромных висячих мостов. Крупнейшие мосты современности, в том числе, высочайшие в мире Виадук Мийо и мост Акаси-Кайкё (длина главного пролёта 1991 м), относятся к вантовым и подвесным. Подвесные пролётные строения позволяют перекрывать наибольшие расстояния.

## Строительство мостов
Первым (и самым дорогим — до 50 % расходов от общей стоимости строительства) этапом в построении моста является возведение опор. На берегу опоры сооружают в открытых котлованах и в опускных колодцах. На месте каждой будущей опоры на дне реки, залива или пролива, рыхлый слой ила удаляют земснарядами до располагающейся под этим илом более твёрдой, желательно скальной, монолитной породы, на которой затем с помощью кессонов, водолазов и подводных роботов-манипуляторов под водой устанавливают опалубку с арматурой и бетонируют. Слоями железобетонную конструкцию наращивают вверх, пока она не вырастет из-под воды на нужную для данной опоры высоту.
При строительстве малых и средних мостов в качестве опор часто используют множество свай — несущих оболочек. Их погружают в грунт при помощи дизельных молотов и электрических вибропогружателей. При возведении больших мостов используют в основном сборные оболочки свай диаметром до 3 м. В настоящее время наиболее популярным фундаментом на свайном основании является фундамент на буронабивных сваях (БНС), сооружаемых бурением в обсадной инвентарной трубе. Данная конструкция применяется как на суше, так и на акватории.
Пролётные строения обычно устанавливают на опоры монтажными кранами. При строительстве больших мостов пролётное строение нередко собирают на берегу и затем перемещают (надвигают) по опорам с одного берега на другой. Навесной метод установки предполагает наращивание конструкции от опоры моста в его пролёт. При этом применяют навесной монтаж с помощью крана, двигающегося по уже построенной части (для металлических пролётных строений) или же навесная сборка с изготовлением отдельных элементов на заводе и последующей транспортировкой их к объекту (для железобетонных).
С середины 90-х годов XX века начала применяться технология изготовления плитно-ребристых пролётных строений из монолитного предварительно напряжённого железобетона. Данная технология имеет ряд преимуществ по сравнению с сооружением пролётного строения из сборных элементов.
Иначе происходит строительство навесных мостов: оно начинается с установки пилонов; затем на них подвешиваются временные кабели. С их помощью производится навивка основных кабелей моста, после чего монтируют подвески и балку жёсткости.
Для сокращения затрат на строительство мостов уменьшают их длину, заваливая землёй некоторые мелководные акватории заливов, проливов и русел рек. Вместо больших и дорогостоящих мостов сооружаются транспортные дамбы и искусственные острова, дополненные сравнительно небольшими и дешёвыми мостами.

## Архитектура мостов
Многие мосты являются выдающимися памятниками зодчества и инженерного искусства. В некоторых городах, таких как Санкт-Петербург или Прага, мосты являются неотъемлемой частью городской архитектуры.
В классическом стиле выполнены многие древнеримские мосты: почти лишённые декора, они, тем не менее, за счёт своей массивности и выразительной архитектоники создают ощущение прочности и надёжности (мост Алькантара на реке Тахо, Испания).
В Средние века двумя преобладающими типами стали мосты с полуциркульными (или круговыми) арками и мосты со стрельчатыми арками. Первый тип основывался на римской традиции, второй был заимствован из восточной архитектуры и вскоре потерял популярность, так как неоправданно увеличивал высоту моста. Ещё одним явлением в средневековом мостостроении стали мосты-улицы, появившиеся во всех крупных европейских городах (например, Понте Веккио во Флоренции). В Средние века на мостах появился декор (это произошло в конце XIV века): например, оформленный в готическом стиле Карлов мост в Праге.
Совершенствование техники мостостроения в Эпоху Возрождения позволило значительно увеличить соотношение толщины свода к высоте пролёта. Благодаря этому мосты стали более высокими и лёгкими по конструкции. Совершенствуется конструкция каменных мостов: появляются круглые и коробовые своды (Новый мост в Париже). В целом же прослеживается тенденция к подражанию античной архитектуре. Чуть позже появилось барокко, тяготевшее к динамичным композициям и пышному декору. Широко известен барочный Мост Вздохов в Венеции.
В XVIII веке популярностью пользовался классицизм. Мосты, построенные в этом стиле, отличали чёткая симметрия, внимательное отношение к пропорциям сооружения, пролёты больших размеров. Классицизм был широко распространён во Франции (Мост Согласия в Париже) и России (Мраморный мост в Пушкине).
К середине XIX века сформировались основные формы металлических мостов. В этот период большое распространение получили решётчатые балконные фермы. Значительное развитие получили конструкции арочных мостов (см., например, виадук Гараби, построенный Густавом Эйфелем). В конце XIX века популярность приобретают висячие мосты: в 1883 году в США был построен Бруклинский мост, чуть позже — Манхэттенский. Висячие мосты сохраняют свою популярность в XX (мост «Золотые ворота») и XXI веке.

## В военной инженерии
Подъёмный мост — постройка, прикреплённая к барбакану и служащая переправой через крепостной ров, окружающий укрепление. Широко использовался в Средневековье при обустройстве крепостей и замков. Самый древний тип разводного моста.
Понтонный мост
До последнего времени водные преграды, в первую очередь реки представляют собой серьёзное препятствие для продвижения сухопутных войск. В связи с этим захват противником или разрушение моста при явной угрозе его захвата остаются важными военными операциями не только тактической, но и стратегической значимости. Для обеспечения наведения переправ или временных мостов, а также их восстановления в армиях создаётся особый вид войск — сапёрные части, выполняющий широкий круг работ по оборудованию местности.

## Рекордные мосты
- высочайшие в мире: мост Бэйпаньцзян (565 метров; 2016 г.)[29], виадук Мийо (341 м; 2004 г.) и Русский мост (высота пилонов 321 м); мост Tamina (достроен в июне 2017 г. в Швейцарии) самый высокий однопролётный мост в Европе (высота более 200 м)[источник не указан 2186 дней]
- самые длинные в мире: Даньян-Куньшаньский виадук (полная длина 164,8 км, значительная часть проходит по суше); Мост Гонконг — Чжухай — Макао (самый длинный надводный)
- мост У-Бейн (длина ок. 1,2 км, самый длинный и старый деревянный мост в мире, ок. 1850 г.)
- Мост имени Валентина Солохина имеет самый длинный пролёт среди однопилонных вантовых мостов.
- самый длинный прозрачный мост (полностью из стекла) находится в Китае (50 метров, 2015 г.)

## Аварии и катастрофы
Причиной самопроизвольного обрушения моста может стать его неправильная конструкция; архитектору при создании проекта моста следует всегда учитывать возможные природные катаклизмы, такие, как сильный ветер или землетрясение.
Самая ранняя известная крупная катастрофа произошла в 1297 году, когда во время битвы у моста Стирлинг (Великобритания) этот мост оказался перегружен атакующей тяжёлой конницей и обрушился.
Позднее от перегрузок обрушились ещё несколько мостов, в частности, мост Ярмуте, (Великобритания, 1845), а также Серебряный мост (США, 1967), «Мост Моранди» в Генуе (2018).
В XIX — начале XX века несколько аварий мостов произошло из-за резонанса, в который входил мост, когда по нему проходили войска: когда частота внешнего воздействия (шаг солдат в ногу) совпадает с собственной частотой колебаний моста — происходит резкое увеличение амплитуды колебаний моста, и конструкция моста не выдерживает этого. Из-за резонанса разрушились: мост в Анжере (Франция, 1850); Такомский мост (США, 1940).
Причиной обрушения может стать естественный катаклизм: в таком случае вина ложится на архитектора, создававшего проект, так как мостостроитель должен принимать во внимание возможность природных бедствий. Железнодорожный мост через Ферт-оф-Тей в Данди, Великобритания, обрушился в 1879 из-за сильного шторма, жертвами этой катастрофы стали 75 человек.
В 1953 году лахар уничтожил мост через реку Вангаэху в Новой Зеландии, погиб 151 человек.
В 1989 году во время крупного землетрясения в Калифорнии обрушился виадук в Окленде (42 жертвы) и пострадал мост через залив Сан-Франциско: часть несущих конструкций обрушилась на проезжую часть, погиб один человек.
Нередки случаи террористических атак на мосты: их подрыв также является известным средством ведения партизанской войны. Крупнейшая катастрофа такого рода произошла в Индии в 2002, когда был подорван железнодорожный мост через реку Дхава, было убито 130 человек.

### Резонанс
Резонансные явления могут вызывать необратимые разрушения в различных механических системах, например, неправильно спроектированных мостах. Так, в 1940 году разрушился Такомский мост в США, спроектированный без учёта ветровой нагрузки. Ранее, в 1905 году, рухнул Египетский мост в Санкт-Петербурге, когда по нему проходил конный эскадрон, причиной чего также считают резонанс, хотя расчётами это не подтверждается. Тем не менее, существует правило, заставляющее строй солдат сбивать шаг при прохождении мостов. 20 мая 2010 года в Волгограде затанцевал мост. По официальной версии мост вошёл в резонанс под действием ветровых нагрузок. Однако больший резонанс со стороны Счётной палаты вызвали финансовые нарушения, допущенные при строительстве моста.

## Похищения и кражи мостов
Известны похищения и кражи мостов, особенно металлических (крадут для сдачи в металлолом):
- В Македонии в феврале 2007 года арестованы два человека за кражу двух девятиметровых мостов весом 200 тонн на реках Црна и Райец[31].
- В Чехии в феврале 2008 года был похищен четырёхтонный металлический мост рядом с городом Хеб[32]. В сентябре того же года железнодорожный мост украли на востоке страны, рядом с деревней Грубчице[33].
- В апреле 2012 года возле города Соколов (Чехия) неизвестные похитили четырёхметровый десятитонный пешеходный мост над железнодорожными путями, предоставив представителям властей поддельные бумаги на его демонтаж[34].
- В декабре 2010 года житель Гайского района Оренбургской области сдал в металлолом понтонный мост[35].
- В 2011 году в посёлке Норт-Бивер в Пенсильвании также украли металлический мост, находившийся в лесистой местности. Длина составляла примерно 15 м, а ширина — около 6 метров. Сооружение было изготовлено из гофрированной стали. Предположительно, для демонтажа злоумышленник (или группа злоумышленников) использовал газовый резак. Приблизительная стоимость моста составляет $ 100 000. Преступников найти не удалось.
- Мост разобрали и в Карагандинской области в 2016 году.
- В 2016 году в Пугачёвском районе Саратовской области парень украл подвесной мост через реку.
- В октябре 2017 года в Красноярском крае злоумышленники тоже украли мост.

## В русском фольклоре
В былинах и сказках восточных славян фигурирует Калинов мост через реку Смородину, который, по одному из толкований, соединяет мир живых с миром мёртвых.
Идиома «наводить мосты» в русском языке значит «знакомиться, устанавливать нужные связи», а «сжигать мосты» — окончательно разрывать связи с кем-либо или чём-либо, лишать себя возможности к отступлению. Про бесполезный спор можно сказать: как два барана на мосту.